# Лакрица
Лакри́ца, или соло́дка го́лая, или соло́дка гла́дкая, или лакри́чник (лат. Glycyrrhíza glábra) — многолетнее травянистое растение; вид рода Солодка (Glycyrrhiza) , он же Лакричные, семейства Бобовые (Fabaceae). Солодку широко используют как лекарственное, пищевое растение, выращивают как техническое растение в качестве пенообразующего агента.
Слово «лакрица» происходит от греческого языка греч. γλυκύρριζα (glykyrrhiza), что означает «сладкий корень», от γλυκύς (glykys, «сладкое») [9] и ῥίζα (риза, «корень»).

## Распространение и экология
В диком виде произрастает во Франции, Италии, Юго-Восточной Европе (включая Украину и Молдавию), в Северной Африке, Западной и Центральной Азии. На территории России встречается в южных районах европейской части, Западной Сибири и на Северном Кавказе. Культивируется во многих районах с умеренным климатом.
Растёт солодка в долинах и поймах степных и полупустынных рек, на песчано-ракушечных валах в приморской зоне, в степях и полупустынях, на лугах, в зарослях кустарников, вдоль дорог и оросительных каналов, образуя густые заросли. Предпочитает песчаные и солонцеватые почвы, также встречается на твёрдых чернозёмных глинистых почвах.
Размножается семенами или вегетативно. При вегетативном размножении каждый корень-столон несёт на конце почку, из которой развивается дочернее растение, дающее надземные стебли, отвесный корень и новую сеть корней-столонов. Таким образом солодка распространяется на большие расстояния и образует густые заросли.
Лакрица лучше всего растёт на хорошо дренированных почвах в глубоких долинах, заполненных солнцем. Урожай собирают осенью через два-три года после посадки. Среди стран, производящих лакрицу: Индия, Иран, Италия, Афганистан, КНР, Пакистан, Ирак, Азербайджан, Узбекистан, Туркменистан и Турция.

## Ботаническое описание

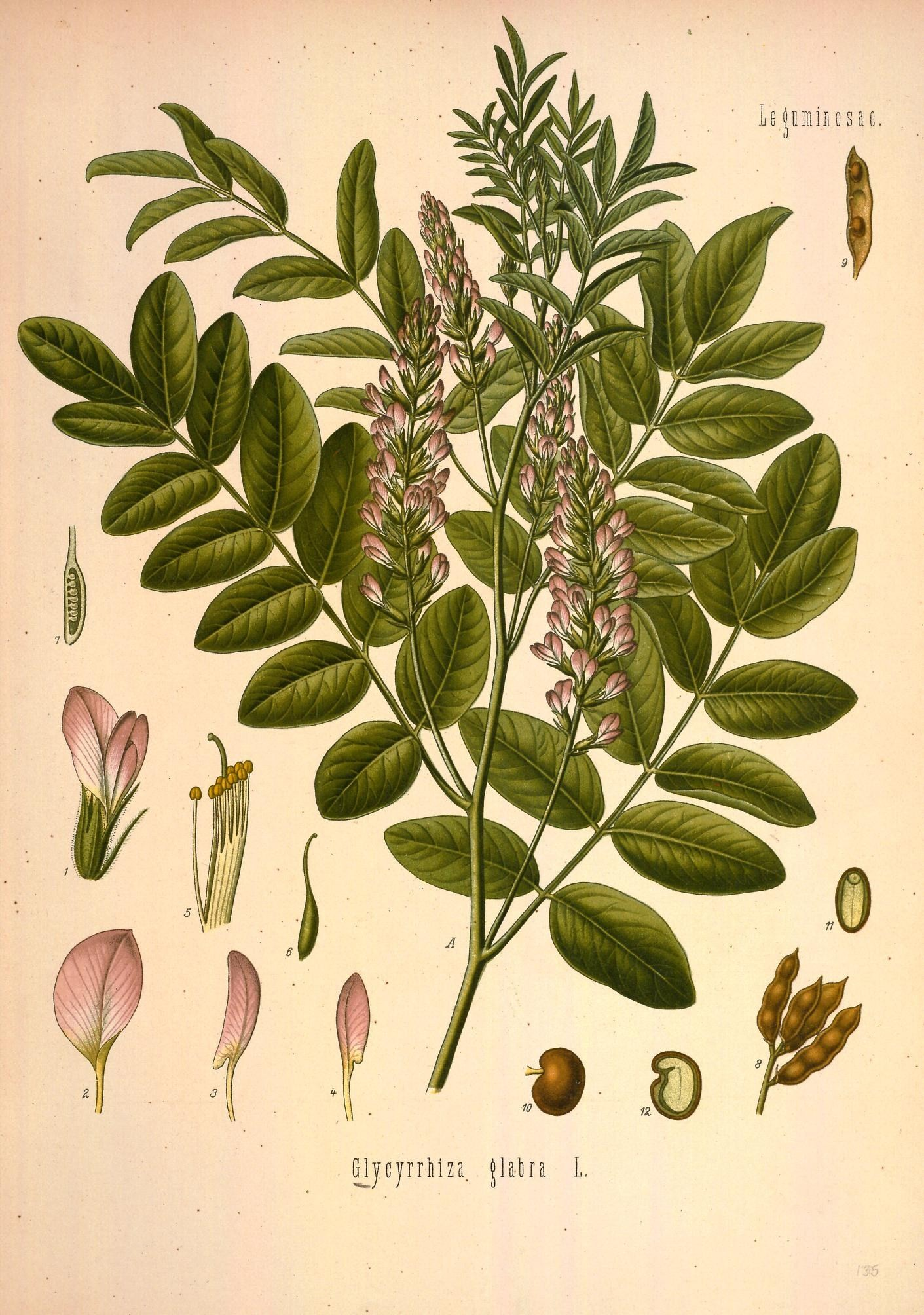
Солодка голая.

Корневище толстое, многоглавое, деревянистое; даёт один отвесный, внедряющийся на несколько метров (до 5 м), простой или маловетвистый корень и горизонтальную сложную сеть из 5—30 корней-столонов длиной в 1—2 м и залегающих на глубине 30—40 см. Корневища и корни снаружи коричневые, на изломе — желтоватые.
Стеблей несколько, они прямостоячие, простые или маловетвистые, коротко-пушистые, высотой от 0,5—0,8 до 2 м.
Листья очерёдные непарноперистые, длиной 5—20 см, состоят из трёх—десяти пар овальных или продолговато-яйцевидных, цельнокрайных листочков с остриями на верхушке. Листочки покрыты клейкими точечными желёзками. Прилистники мелкие, шиловидные, ко времени цветения опадают.
Цветки 8—12 мм в диаметре, в рыхлых 5—8-цветковых пазушных кистях, цветоносы 3—5 см длиной. Чашечка с узколанцетными зубцами, равными трубке или превышающими её. Венчик беловато-фиолетовый, неправильный, мотыльковый.
Плод — кожистый, прямой или изогнутый бурого цвета боб с двумя — шестью семенами, длиной 2—3 см, шириной 4—6 мм, голый или усаженный железистыми шипами. Семена почковидные, блестящие, зеленовато-серые или буроватые.
Цветёт с июня до августа. Плоды созревают в августе — сентябре.

## Растительное сырьё

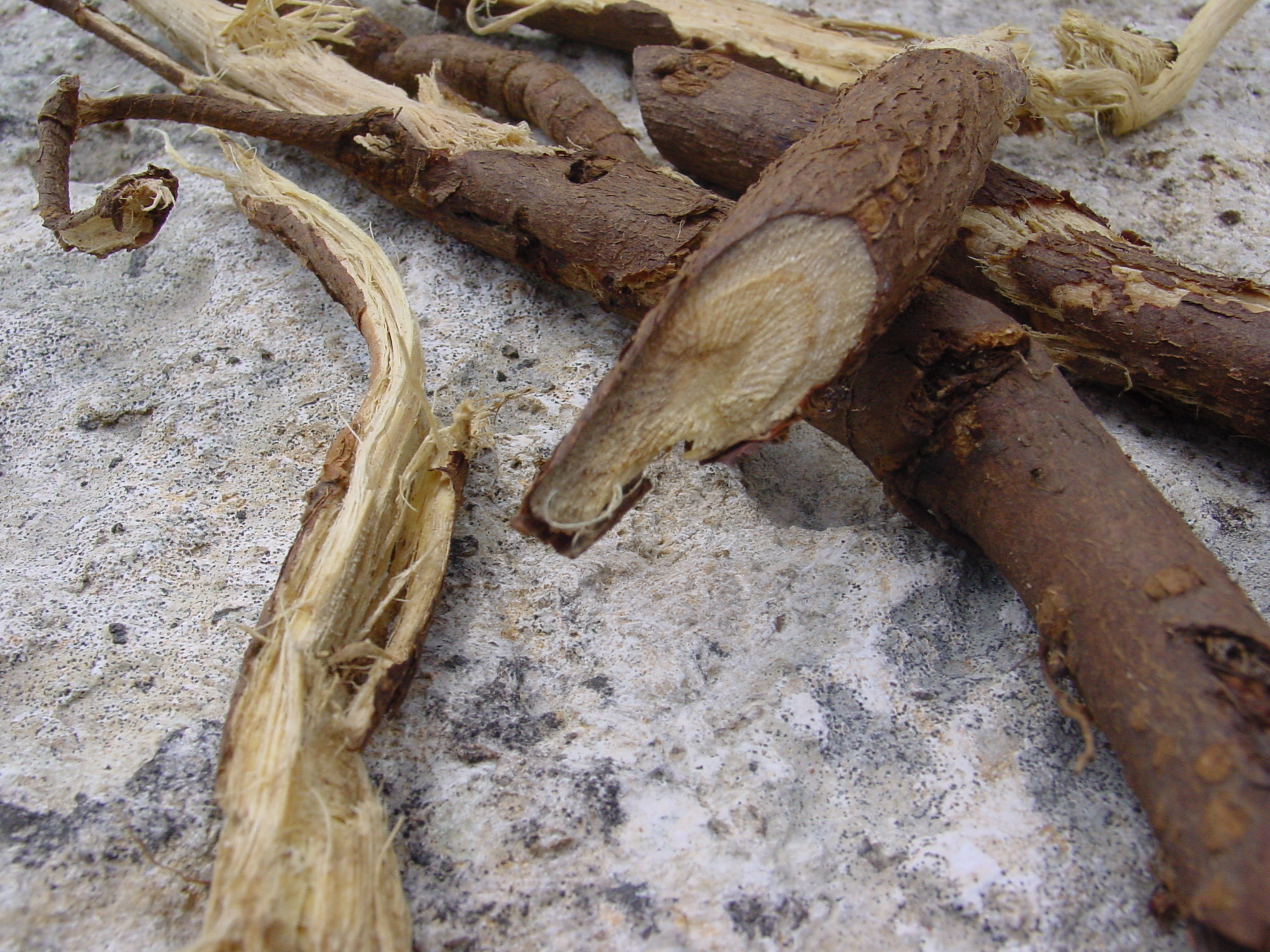
Корневище солодки

### Заготовка и хранение
В качестве лекарственного сырья употребляют корни и корневища — лакричный корень (лат. Radix Glycyrrhizae, Radix Liquiritiae). Заготовку сырья проводят в течение года. Корни выкапывают, обрезают стебли, отряхивают или промывают в холодной воде, режут на куски и сушат на солнце или в хорошо проветриваемых помещениях, сухой корень прессуют в кипы. Иногда перед сушкой корни очищают от опробковевшей коры. Хорошо высушенное сырьё хранится до 10 лет.

### Химический состав

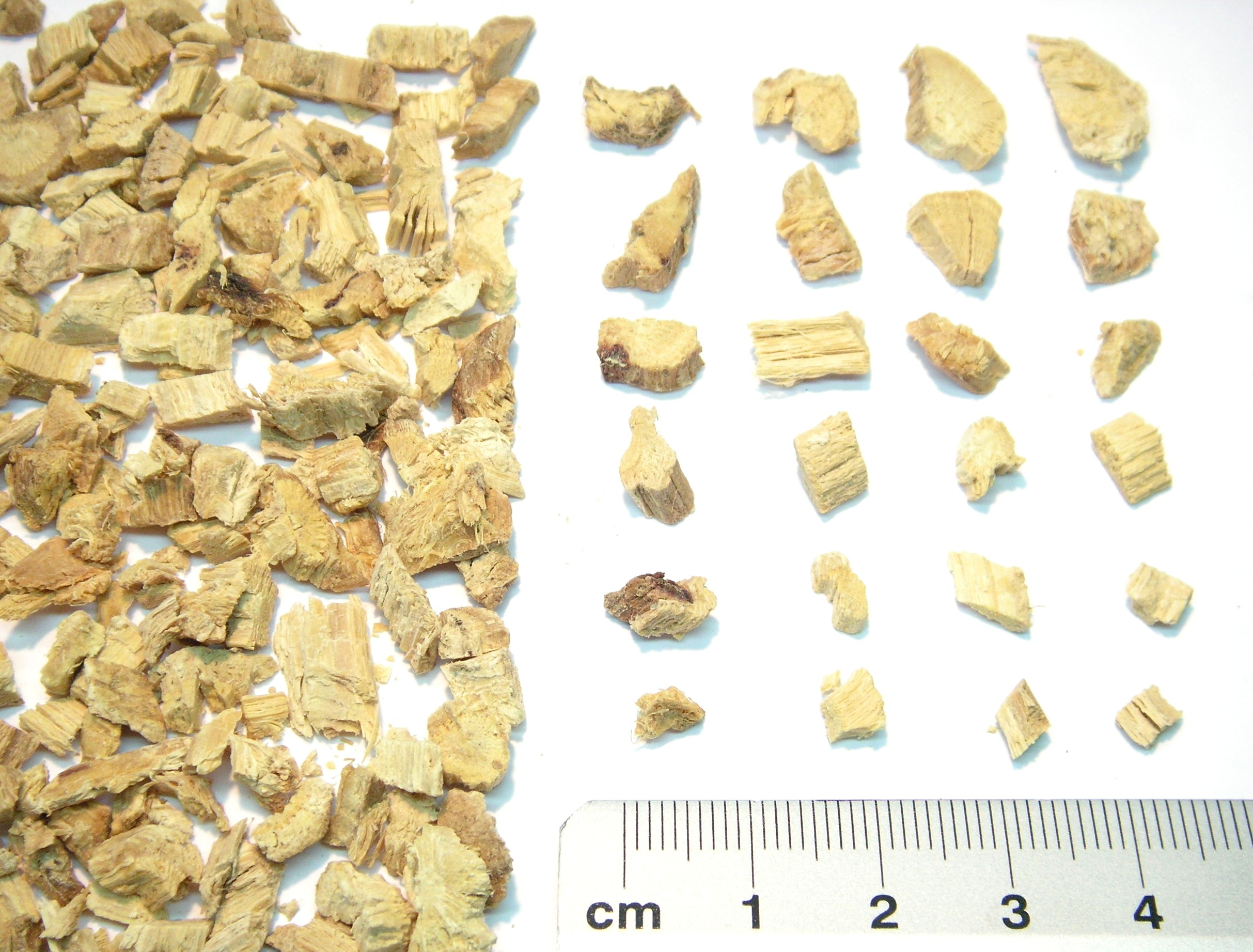
Лакричный корень

Корни и корневища содержат углеводы и родственные соединения (глюкозу, фруктозу, сахарозу, мальтозу), полисахариды (крахмал до 34 %, целлюлозу до 30 %, пектиновые вещества), органические кислоты (янтарную, фумаровую, лимонную, яблочную, винную), эфирное масло, тритерпеноиды (глицирризиновую кислоту), смолы, стероиды (β-ситостерин), фенолкарбоновые кислоты и их производные (феруловую, синомовую, салициловую), кумарины (герниарин, умбеллиферон и др.), дубильные вещества (8,3—14,2 %), флавоноиды (ликвиритин, изоликвиритин, ликвиритозид, кверцетин, кемпферол, апигенин, глабридин и др.), высшие алифатические углеводороды и спирты, высшие жирные кислоты, алкалоиды.
В надземной части обнаружены углеводы (до 2,13 %), полисахариды, органические кислоты (до 2,5), эфирное масло (0,02), тритерпеноиды (глицирризиновая кислота, в гидролизате — глицирретовая и др. стероиды, β-ситостерин, глицэстрон), сапонины тритерпеновые, кумарины (1,9—2,4), дубильные вещества (5,5), флавоноиды (изокверцитрин, кверцетин, кемпферол и др.), липиды (6,26 %), азотсодержащие соединения (холин, бетаин), витамины (аскорбиновая кислота, каротин).
В состав эфирного масла входят альдегиды, кетоны, спирты и их производные, терпеноиды, ароматические соединения, высшие алифатические углеводороды, эфиры высших жирных кислот.

### Фармакологические свойства
Экстракты солодки использовались в травничестве и народной медицине.
Препараты из солодки раздражают слизистые оболочки, усиливая секрецию железистого аппарата, в связи с чем она входит в состав отхаркивающих, мочегонных и слабительных средств. Это действие обусловлено содержанием в сырье сапонинов, которые оказывают отхаркивающее, смягчительное и обволакивающее действие. Подавляет выработку тестостерона.
Эксперименты на животных показывают, что препараты солодки способствуют заживлению язв.
Чрезмерное потребление лакрицы может привести к таким неблагоприятным эффектам, как гипокалиемия и гипокалигистия в сочетании с миопатией, миоглобинурией, судорогами, квадриплегией, повышенное кровяное давление, мышечная слабость. Лакрица не должна использоваться во время беременности.

## Значение и применение
О лекарственном применении солодки говорится в древнем памятнике китайской медицины «Трактат о травах». Китайские врачи относили солодковый корень к лекарствам первого класса и старались включать его в состав всех лекарственных смесей. В Тибете считали, что корни солодки «способствуют долголетию и лучшему отправлению шести чувств». Корни растения широко использовались в Ассирии и Шумере, откуда были позаимствованы врачами Древнего Египта.
Применяется в качестве пенообразующего вещества в промышленности, в частности, для пенной флотации в металлургии и в составе смесей для заполнения огнетушителей.
На Кавказе и в Средней Азии отваром из корней окрашивают шерсть и кошмы. Лакрица находит применение при изготовлении чернил, туши и гуталина, в текстильной промышленности для фиксации красок.
В табачной промышленности — для придания вкуса и ароматизации жевательного, курительного и нюхательного табака; в Японии — при производстве безникотиновых суррогатных сигарет. Лакрица давала табачным изделиям натуральную сладость и характерный вкус, который легко смешивается с натуральными и имитационными вкусовыми компонентами, используемыми в табачной промышленности. Начиная с 2009 года, Управление по контролю за продуктами и лекарствами США запретило использование любых «характерных ароматов», кроме ментола, в сигаретах, но не в других произведенных табачных изделиях.
Хороший медонос и перганос. Пыльцевая продуктивность 100 цветков 67 мг, а всего растения от 24,7 до 171 мг. На степных участках пыльцевая продуктивность составляет 0,117—0,156 кг/га.
Используется как декоративное растение и закрепитель песков.

### В кулинарии

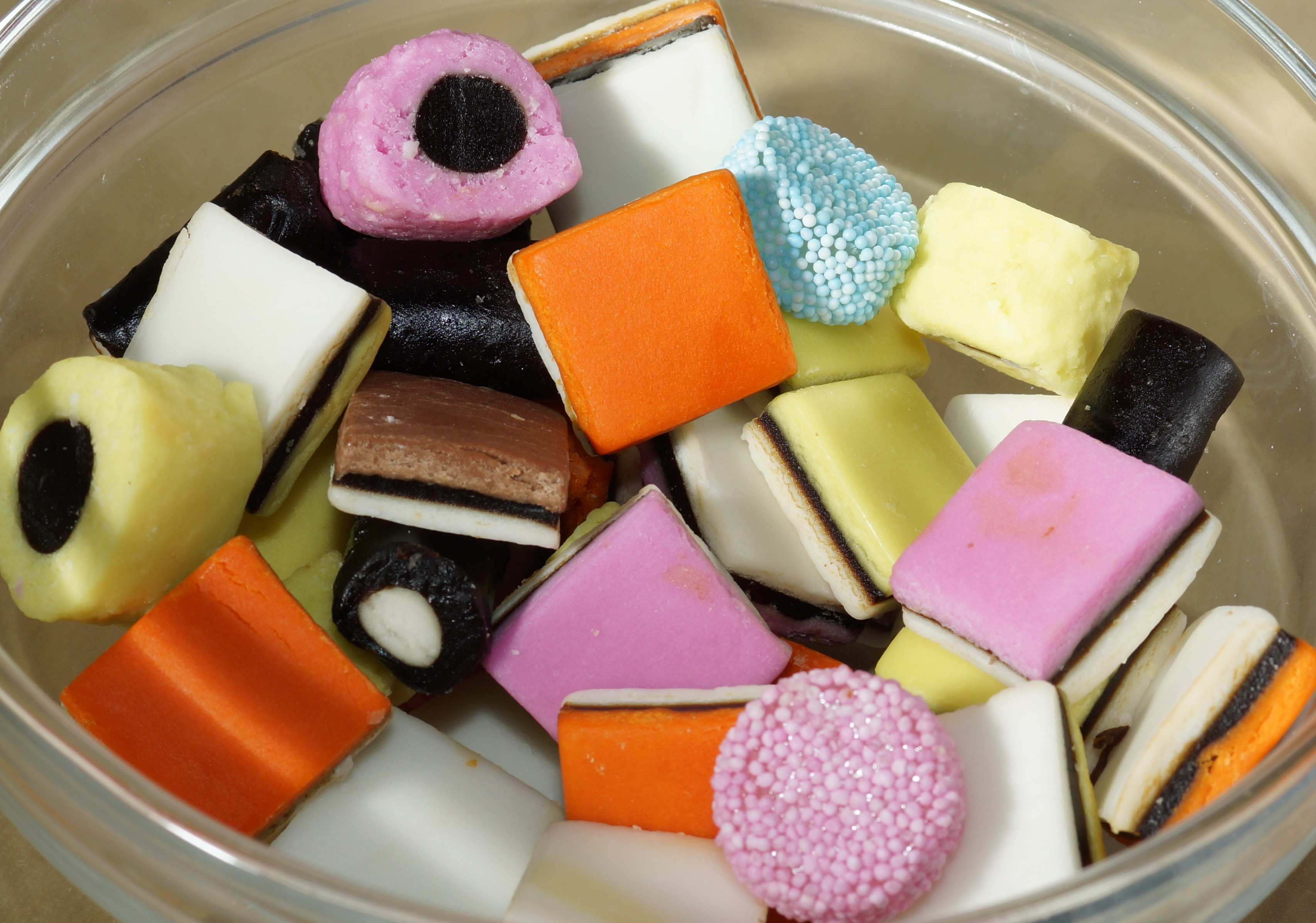
Лакричное ассорти

Корни и корневища растения в пищевой промышленности применяют в виде экстрактов, сиропов, как заменитель сахара и пенообразователь в безалкогольных напитках, пиве, квасе, тонизирующих напитках; для лучшего взбивания яичных белков.
На основе лакрицы производятся конфеты различных разновидностей с характерным вкусом, в частности, лакричное ассорти.
Растение применяется для изготовления кофе, какао, маринадов, компотов, киселей, мучных изделий, халвы, карамели, пастилы и шоколада; а также в качестве вкусовой добавки при обработке рыбы, при квашении капусты, мочении яблок и брусники, как добавка к байховому и зелёному чаю; в Киргизии — как суррогат чая, в Японии — в качестве пищевой антиоксидантной добавки, в Японии и Египте — среди компонентов добавок с бактерицидными и фунгицидными свойствами к пищевым продуктам и напиткам.

### В научной медицине
Лечебное значение имеют корни и корневища. Входят в состав препаратов, рекомендуемых при заболеваниях верхних дыхательных путей как отхаркивающее, мягчительное, противовоспалительное, в составе диуретических и слабительных сборов, как антацидное и обволакивающее при гиперацидных гастритах, язвенной болезни желудка и двенадцатиперстной кишки («Ликвиритон», «Флакарбин»), при бронхиальной астме, нейродермитах, аллергических и профессиональных дерматитах, экземе («Глицирам»), ревматизме, подагре, геморрое. Порошок солодки используют также в фармацевтической практике как основу для пилюль и для улучшения вкуса и запаха лекарств.
Глицирризиновая кислота, которой в корнях солодки содержится до 23 %, придаёт им сладкий вкус. Это дало возможность применять глицирризиновую кислоту в лечебном питании больных сахарным диабетом, например, в Японии, где запрещён сахарин. Однако кортикостероидоподобное действие глицирризиновой кислоты, по-видимому, ограничивает её применение как заменителя сахара. Глицирризиновая кислота обладает действием, напоминающим действие дезоксикортикостерона и кортизона.
Из солодки получают ряд лечебных препаратов:
- грудной эликсир (лат. Elixir pectorale или Elixir cum extracto Glycyrrhizae) — используется как отхаркивающее средство;
- экстракт солодкового корня густой, экстракт лакричного корня густой (Extractum Glycyrrhizae spissum);
- экстракт солодкового корня сухой, экстракт лакричного корня сухой (Extractum Glycyrrhizae siccum);
- сироп солодкового корня (Sirupus Glycyrrhizae) — входит в состав капель датского короля;
- сложный порошок солодкового корня (Pulvis Glycyrrhizae compositus).

### В народной медицине
В традиционной медицине стран Востока и народной медицине различных народов солодку используют, как и в научной медицине и, кроме того, в питании больных сахарным диабетом, при импотенции, нефрите, простатите и аденоме предстательной железы, при коклюше (отвар на молоке), стенокардии, желчно-каменной болезни, гипертонической болезни, рините, при лечении лимфогранулематоза, лепры.
Лакрица известна как афродизиак. В результате опытов по поиску возбуждающих мужчин ароматов, проведённых в 1995 году в Исследовательском центре вкуса и запаха (Чикаго) под руководством Алана Хирша с использованием плетизмографа для пениса, который замерял интенсивность кровяного потока в эрогенной зоне, исследователи установили, что среди исследованных ароматов запах пончиков с лакрицей находится на втором месте (а самым возбуждающим ароматом для мужчин является запах тыквенного пирога).

## Таксономия
Glycyrrhiza glabra L., Species Plantarum 2: 742. 1753.
|  |                                      |  |                                                             |                                                             |                   |  | ещё 3 семейства (согласно Системе APG II) | ещё 3 семейства (согласно Системе APG II) |                          |  |  |  | ещё около 470 родов   | ещё около 470 родов |  |  |
|  |                                      |  |                                                             |                                                             |                   |  | ещё 3 семейства (согласно Системе APG II) | ещё 3 семейства (согласно Системе APG II) |                          |  |  |  | ещё около 470 родов   | ещё около 470 родов |  |  |
|  |                                      |  |                                                             | порядок Бобовоцветные                                       |                   |  |                                           |                                           | подсемейство Мотыльковые |  |  |  |                       | вид Солодка голая   |  |  |
|  |                                      |  |                                                             | порядок Бобовоцветные                                       |                   |  |                                           |                                           | подсемейство Мотыльковые |  |  |  |                       | вид Солодка голая   |  |  |
|  | отдел Цветковые, или Покрытосеменные |  |                                                             |                                                             | семейство Бобовые |  |                                           |                                           | род Солодка              |  |  |  |                       |                     |  |  |
|  | отдел Цветковые, или Покрытосеменные |  |                                                             |                                                             |                   |  |                                           |                                           |                          |  |  |  |                       |                     |  |  |
|  |                                      |  | ещё 44 порядка цветковых растений (согласно Системе APG II) | ещё 44 порядка цветковых растений (согласно Системе APG II) |                   |  |                                           | ещё 2 подсемейства                        | ещё 2 подсемейства       |  |  |  | ещё от 20 до 30 видов |                     |  |  |
|  |                                      |  |                                                             | ещё 44 порядка цветковых растений (согласно Системе APG II) |                   |  |                                           |                                           | ещё 2 подсемейства       |  |  |  |                       |                     |  |  |

### Синонимы
- Liquiritia officinarum Medik.
- Glycyrrhiza hirsuta Pall.
- Glycyrrhiza brachycarpa Boiss.
- Glycyrrhiza pallida Boiss. & Noe
- Glycyrrhiza violacea Boiss. & Noe
- Glycyrrhiza glandulifera Waldst. & Kit.
- Glycyrrhiza alalensis X.Y.Li

### Подвиды
В рамках вида выделяют две разновидности:
- Glycyrrhiza glabra var. glabra
- Glycyrrhiza glabra var. glandulifera (Waldst. & Kit.) Regel & Herder